# Liste der Baudenkmäler in Unsere Liebe Frau im Walde-St. Felix
Die Liste der Baudenkmäler in Unsere Liebe Frau im Walde-St. Felix (italienisch Senale-San Felice) enthält die fünf als Baudenkmäler ausgewiesenen Objekte auf dem Gebiet der Gemeinde Unsere Liebe Frau im Walde-St. Felix in Südtirol.
Basis ist das im Internet einsehbare offizielle Verzeichnis der Baudenkmäler in Südtirol. Dabei kann es sich beispielsweise um Sakralbauten, Wohnhäuser, Bauernhöfe und Adelsansitze handeln. Die Reihenfolge in dieser Liste orientiert sich an der Bezeichnung, alternativ ist sie auch nach der Adresse oder dem Datum der Unterschutzstellung sortierbar.

## Liste
| Foto |                 | Bezeichnung                                                                                            | Standort                                       | Eintragung                  | Beschreibung | Metadaten                                                                      |
| ---- | --------------- | --- | ---------------------------------------------- | --------------------------- | --- | ------------------------------------------------------------------------------ |
| ja   | Datei hochladen | Klammer ID: 17756                                                                                      | 46° 30′ 8″ N, 11° 7′ 20″ O Fraktion: Malgasott | 5. Okt. 1981 (BLR-LAB 5770) | Wohnhaus aus dem 16. Jahrhundert                                                                                        | KG: Unsere Liebe Frau im Walde Bauparzelle: 145/1, 145/2, 147/1                |
| ja   | Datei hochladen | Pfarrkirche St. Felix in St. Felix ID: 17755                                                           | 46° 29′ 32″ N, 11° 7′ 52″ O                    | 5. Okt. 1981 (BLR-LAB 5770) | 1742 errichtete Kirche                                                                                                  | KG: Sankt Felix Bauparzelle: 32                                                |
| ja   | Datei hochladen | Pfarrkirche Maria Himmelfahrt mit Friedhofskapelle und Friedhof in Unser Liebe Frau im Walde ID: 17759 | 46° 30′ 42″ N, 11° 6′ 32″ O                    | 5. Okt. 1981 (BLR-LAB 5770) | romanischer Turm aus dem 13. Jahrhundert, spätgotische Kirche aus dem 15. Jahrhundert, um 1500 erbaute Friedhofskapelle | KG: Unsere Liebe Frau im Walde Bauparzelle: 236/1, 236/2 Grundparzelle: 1425/2 |
| ja   | Datei hochladen | St. Christoph mit Friedhof ID: 17757                                                                   | 46° 29′ 59″ N, 11° 6′ 38″ O                    | 5. Okt. 1981 (BLR-LAB 5770) | um 1500 errichteter, spätgotischer Bau                                                                                  | KG: Unsere Liebe Frau im Walde Bauparzelle: 175 Grundparzelle: 1136            |

Falls bei einem Baudenkmal keine Koordinaten bekannt sind, werden ersatzweise die Katasterdaten zum Zeitpunkt der Unterschutzstellung angegeben. Diese sind weder offiziell noch zwingend aktuell.
Die vom Landesdenkmalamt übernommenen Adressen können veraltet sein.
| Foto:   | Fotografie des Denkmals. Klicken des Fotos erzeugt eine vergrößerte Ansicht. Daneben finden sich zwei Symbole: |
| ID      | Identifikator beim Südtiroler Landesdenkmalamt                                                                 |
| KG      | Katastralgemeinde                                                                                              |
| MD      | Ministerialdekret                                                                                              |
| BLR-LAB | Beschluss der Landesregierung – Landesausschussbeschluss                                                       |

## Ehemalige Baudenkmäler
| Foto |                 | Bezeichnung         | Standort                   | Eintragung                  | Beschreibung | Metadaten                                       |
| ---- | --------------- | ------------------- | -------------------------- | --------------------------- | --- | ----------------------------------------------- |
| ja   | Datei hochladen | Marschalk ID: 17758 | 46° 30′ 7″ N, 11° 6′ 17″ O | 5. Okt. 1981 (BLR-LAB 5770) | Wohnhaus mit steinerner Freitreppe und Rundbogentür; Denkmalschutz mit BLR-LAB 757 vom 23. Juni 2015 aufgehoben. | KG: Unsere Liebe Frau im Walde Bauparzelle: 215 |

Falls bei einem Baudenkmal keine Koordinaten bekannt sind, werden ersatzweise die Katasterdaten zum Zeitpunkt der Unterschutzstellung angegeben. Diese sind weder offiziell noch zwingend aktuell.
Die vom Landesdenkmalamt übernommenen Adressen können veraltet sein.
| Foto:   | Fotografie des Denkmals. Klicken des Fotos erzeugt eine vergrößerte Ansicht. Daneben finden sich zwei Symbole: |
| ID      | Identifikator beim Südtiroler Landesdenkmalamt                                                                 |
| KG      | Katastralgemeinde                                                                                              |
| MD      | Ministerialdekret                                                                                              |
| BLR-LAB | Beschluss der Landesregierung – Landesausschussbeschluss                                                       |